# Nexus 7 (2013)
Nexus 7 другого покоління — планшетний комп'ютер під керуванням Android, оснащений високоякісним 7-дюймовим дисплеєм. Має підтримку функції бездротового заряджання акумулятора.[джерело?] Пристрій є результатом спільної роботи фахівців ASUS і Google, яка розпочалася в 2012 році зі створення оригінального Nexus 7.
Пристрій має яскравий 7-дюймовий дисплей формату Full HD зі щільністю пікселів – 323 пікселі на дюйм. Високу якість зображення забезпечує технологія поліпшення передачі кольору ASUS TruVivid та IPS-матриця з широкими кутами огляду (178°). Екран пристрою покритий високоміцним захисним склом Corning Glass.

## Технічні характеристики
- Процесор: чотириядерний процесор Qualcomm® Snapdragon™ S4 Pro 8064 Quad-Core, 1,5 ГГц з графічним ядром Adreno 320
- Операційна система	Android 4.4.2 KitKat
- Дисплей	7-дюймовий IPS-дисплей формату Full HD зі світлодіодним підсвічуванням (1920x1200)
- Камери	Тилова: 5-мегапіксельна з автофокусуванням Фронтальна : 1,2-мегапіксельна
- Оперативна пам'ять: 2 ГБ
- Флеш-пам'ять: 16/32 ГБ
- Бездротові інтерфейси	Wi-Fi 802.11 a/b/g/n, Bluetooth V4.0, NFC і (опціонально) 4G LTE
- Інтерфейси	1 аудіороз'єм 3,5 мм (навушники та мікрофон)
- 1 роз'єм SlimPort™
- Датчики	GPS, акселерометр, гіроскоп, електронний компас, датчик освітленості
- Звук	Стереодинаміки, застосована аудіотехнологія Cingo від компанії Fraunhofer, творця формату MP3.
- Акумулятор	Літій-полімерний ємністю 15 Вт•год (до 10 годин)
- Розмір	114 x 200 x 8,65 мм
- Маса	290 г (Wi-Fi) / 299 г (LTE)

## Програмне забезпечення
Це перший планшет з операційною системою Android 4.3. Nexus 7 поставляється з попередньо встановленим програмним забезпеченням Google, включаючи Chrome і YouTube, магазином програм Google Play.

## На українському ринку
Станом на вересень 2013 на українському ринку доступна модель Nexus 7 з 32 ГБ (Wi-Fi) за ціною близько 2500 грн.